# .land
.land (с англ land - земля) - международный домен верхнего уровня. Его регистрация доступна всем желающим по всему миру.
Домен .land был введён в 2013 году и обычно предназначен для любых ресурсов, связанных с информационными зданиями[неизвестный термин], сельскохозяйственными предприятиями и землеустроительными компаниями.. Хотя это доменное имя предназначено для частных лиц и бизнеса связанного с землёй, но его регистрация также доступна любым сайтам без каких либо ограничений.